# Kiên cường
Kiên cường (Grit) là một đặc điểm tích cực dựa trên sự kiên trì của một người kết hợp với niềm đam mê của họ đối với một mục tiêu dài hạn cụ thể hoặc trạng thái cuối cùng (cùng một động lực mạnh mẽ, quả quyết để đạt được mục tiêu). Sự kiên trì nỗ lực này giúp mọi người vượt qua những trở ngại hoặc khó khăn, thách thức để đạt được thành tựu và thúc đẩy mọi người đạt được thành tựu, hướng đến thành công. Các khái niệm riêng biệt nhưng thường được liên kết trong lĩnh vực tâm lý học bao gồm sự kiên trì, sự bền bỉ (sức bền), Khả năng phục hồi tâm lý (hồi phục), tham vọng, nhu cầu thành tích, sự tận tâm và sự kiên nhẫn. Những cấu trúc này có thể được khái niệm hóa là tâm lý học khác biệt (sự khác biệt giữa các cá nhân) liên quan đến việc hoàn thành công việc hơn là tài năng hoặc khả năng, năng lực. Sự khác biệt này đã được đưa vào trọng tâm vào năm 1907 khi William James thách thức tâm lý học để tiếp tục điều tra cách một số người có thể tiếp cận các kho dự trữ đặc điểm phong phú hơn cho phép họ hoàn thành nhiều hơn người trung bình. Tuy nhiên, khái niệm về sự kiên cường, sự bền bỉ có từ ít nhất là thời Francis Galton, và lý tưởng về sự bền bỉ và kiên trì đã được hiểu là một đức tính ít nhất là từ thời Aristotle ở Hy Lạp.

## Đại cương
Nhà tâm lý học Angela Duckworth và các đồng nghiệp đã nghiên cứu sâu rộng về tính kiên trì, bền bỉ, kiên cường như một đặc điểm tính cách và định nghĩa tính kiên cường là "sự kiên trì và đam mê theo đuổi các mục tiêu dài hạn". Họ quan sát thấy những người có ý chí mạnh mẽ có thể duy trì quyết tâm và động lực trong thời gian dài bất chấp những thất bại và nghịch cảnh. Họ kết luận rằng sự kiên trì là yếu tố dự báo thành công tốt hơn so với tài năng trí tuệ (Chỉ số thông minh/IQ), dựa trên đánh giá của họ về trình độ học vấn của người lớn; Điểm trung bình tích lũy (GPA) trong số sinh viên đại học Ivy League; tỷ lệ bỏ học của học viên tại Học viện Quân sự West Point Hoa Kỳ, và thứ hạng trong Cuộc thi đánh vần quốc gia. Các nghiên cứu trước đây về thành tích thường nhấn mạnh đến quan niệm rằng những người có thành tích cao thường sở hữu những đặc điểm vượt trội so với khả năng bình thường. 
Nhà nghiên cứu Duckworth và cộng sự nhấn mạnh rằng sự kiên trì, kiên cường là yếu tố dự báo thành tích tốt hơn so với tài năng trí tuệ (IQ), vì sự kiên trì mang lại sức bền cần thiết để "duy trì tiến trình" giữa những thách thức và thất bại. Marcus Crede và các đồng nghiệp sau đó nhận thấy rằng sự đóng góp của ý chí vào việc dự đoán thành công chủ yếu bắt nguồn từ sự kiên trì nỗ lực, và họ đặt câu hỏi về việc đưa tính nhất quán của sở thích (đam mê) vào như một trong những khía cạnh của ý chí, theo định nghĩa của Duckworth và cộng sự. Sự kiên cường gắn liền với tâm lý học tích cực và đặc biệt là với việc thúc đẩy tính kiên trì: khả năng gắn bó và theo đuổi mục tiêu trong thời gian dài là một khía cạnh của grit. Lĩnh vực tâm lý học tích cực này coi tính kiên trì là một chỉ báo tích cực của thành công lâu dài. 
Một nghiên cứu cho thấy sự khác biệt giữa các cá nhân về sự kiên trì và hai khía cạnh cấu thành của nó (sự kiên trì nỗ lực và tính nhất quán của sở thích theo thời gian) có thể bắt nguồn một phần từ sự khác biệt về điều khiến mọi người hạnh phúc. Sự kiên cường có liên quan chặt chẽ đến khả năng phục hồi trong lĩnh vực tâm lý học tích cực. Những cá nhân có mức độ grit cao hơn có thể phục hồi nhanh hơn sau những thất bại do có tư duy tích cực. Grit nhấn mạnh sự kiên trì trong quá trình hướng tới các mục tiêu lâu dài của cuộc sống. Những cá nhân này có xu hướng đạt được nhiều thành công hơn và thể hiện nỗ lực bền bỉ hơn trong thời gian dài hơn. Một trong những yếu tố dự đoán tốt nhất về thành tựu trong tương lai chính là trí thông minh. Mối quan hệ này đã được tìm thấy trong thành tích học tập cũng như trong hiệu suất công việc. Thước đo về sự kiên trì đã được so sánh với năm đặc điểm tính cách lớn, là một nhóm các chiều kích tính cách rộng bao gồm sự cởi mở với trải nghiệm, sự tận tâm, sự hướng ngoại, sự dễ chịu và sự loạn thần kinh. Sự kiên cường có thể là đặc điểm riêng chứ không phải là đặc điểm chung của một phẩm chất.